# Kenny Williams (piłkarz)
Kenny Williams (ur. 3 marca 1986) – anguilski piłkarz grający na pozycji pomocnika, reprezentant Anguilli, grający w reprezentacji w 2011 roku.

## Kariera klubowa
Williams w sezonie 2009–2010, występował w anguilskim klubie Kicks United. Obecnie jest bez przynależności klubowej.

## Kariera reprezentacyjna
Kenny Williams rozegrał w reprezentacji dwa oficjalne spotkania podczas eliminacji do MŚ 2014. W pierwszym spotkaniu, jego ekipa na wyjeździe podejmowała drużynę Dominikany. Anguilla przegrała 0-2. W drugim meczu, w którym wystąpił, Anguilla znów podejmowała Dominikanę, której uległa 0-4.

## Mecze w reprezentacji
| Lp. | Data          | Miejsce       | Sędzia główny | Gospodarz  | vs | Gość     | Wynik | Uwagi          |
| --- | ------------- | ------------- | ------------- | ---------- | -- | -------- | ----- | -------------- |
| 1.  | 8 lipca 2011  | San Cristóbal | Neal Brizan   | Dominikana | –  | Anguilla | 2:0   | el. do MŚ 2014 |
| 2.  | 10 lipca 2011 | San Cristóbal | Marcos Brea   | Dominikana | –  | Anguilla | 4:0   | el. do MŚ 2014 |